# Khadija Abbouda
Khadija Abbouda (sinh ngày 14 tháng 6 năm 1968) là một vận động viên đến từ Maroc thi đấu môn bắn cung.
Tại Thế vận hội Mùa hè 2008 tại Bắc Kinh Abbouda đã kết thúc vòng xếp hạng của mình với tổng cộng 539 điểm. Điều này đã mang lại cho cô hạt giống thứ 64 cho vòng thi cuối cùng mà cô phải đối mặt với hạt giống đầu tiên Park Sung-hyun trong vòng đầu tiên. Cung thủ đến từ Hàn Quốc quá mạnh và giành chiến thắng trong cuộc đối đầu với 112-80, loại bỏ Abbouda ngay lập tức. Park cuối cùng sẽ tiếp tục giành huy chương bạc.